# Lauben (Bad Wörishofen)
Lauben ist der Name eines abgegangenen Ortes auf dem Gebiet der Gemeinde Bad Wörishofen im schwäbischen Landkreis Unterallgäu.

## Lage
Der Ort lag nördlich von Stockheim, direkt an der Wertach.

## Geschichte
Lauben wird erstmals im Jahr 1467 erwähnt, dürfte sich aber auch im Urbar des Klosters Sankt Ulrich und Afra als „Lovbon“ mit fünf Huben und einer Mühle wiederfinden.